# Eurocopter AS565 Panther
Eurocopter AS565 Panther — французский многоцелевой вертолёт, военная версия гражданского Eurocopter AS365 Dauphin. Panther используется для решения широкого спектра задач: поддержка с воздуха, боевые высадки, борьба с наземными целями, противолодочная оборона, поисково-спасательные работы и эвакуация раненых.

## Разработка
В 1980-х годах французская фирма Aerospatiale решила разработать военную версию своего популярного AS365 Dauphin. Изначальным вариантом был выбран гражданский Dauphin SA365 N.
28 февраля 1984 года прототип военного варианта, получивший обозначение AS365M, а затем названный Panther, совершил свой первый полёт. Всего было построено три прототипа.
В мае 1986 года Aerospatiale официально запустила производство AS365M, после чего фирма ожидала, что будет продано более 400 Panther. Ранние модели оснащались парой турбовальных двигателей Turbomeca Arriel 1M1.
В 1995 году Eurocopter начала предлагать более мощные версии Panther, в которых использовался Turbomeca Arriel 2C.

## Конструкция
AS565 Panther — двухмоторный многоцелевой вертолёт. Он способен выполнять различные морские и наземные задачи, такие как морская безопасность, поисково-спасательные работы, эвакуация раненых, доставка припасов, патрулирование, противолодочная оборона и борьба с кораблями. Panther приводится в движение парой турбовальных двигателей Turbomeca Arriel, которые приводят в движение несущий винт, а также рулевой винт с противодействующим крутящим моментом фенестрона. Panther описывают как лёгкую в маневрировании и обладающую высоким уровнем устойчивости машину.
В транспортно-десантной конфигурации Panther может одновременно нести на борту до 10 полностью вооружённых солдат в дополнение к двум пилотам. Кабина может быть быстро переконфигурирована для выполнения различных функций. Для них на вертолёт могут быть установлены: полный медицинский комплект, инфракрасная камера, громкоговоритель, электролебёдка, грузовой строп, прожектор и опорная конструкция для носилок.
Различные модификации Panther имеют разную авионику. Некоторые варианты оснащены стеклянной кабиной с усовершенствованным человеко-машинным интерфейсом. Он оснащён многофункциональным дисплеем, встроенным аварийным электронным прибором, системой мониторинга работоспособности, системой предотвращения столкновений (TCAS), системой осведомлённости и предупреждения о местности (H-TAWS) и специальным дисплеем миссии. в сочетании с мультисенсорным процессором, 4-осевой автоматической системой управления полётом (AFCS), системой управления полётом (FMS) и усовершенствованной РЛС. Конструкция кабины и систем авионики, таких как система управления двигателем, обеспечивает высокий уровень автоматизации в рамках усилий по снижению нагрузки на пилотов. Кабина была специально спроектирована с дополнительным пространством на панели для размещения будущих дополнительных приборов.
Основным элементом «Пантер» с противолодочной конфигурацией является вертолётный активный сонар дальнего действия, погружной гидролокатор, оснащённый нисходящей решёткой из семи проекционных элементов и приёмной решёткой, оснащённой восемью выдвижными плечами, который способен обнаруживать подводные лодки до 500 метров ниже поверхности воды. Согласно Airbus Helicopters, вертолёты Panther могут базироваться на более чем 100 типах кораблей НATO. Более того, из-за сравнительно небольших размеров, Рanther может использоваться на борту корветов. Также, морские варианты оборудуются гидравлическим устройством закрепления за борт Harpoon deck-lock.
Panther могут быть вооружены различными комплектами вооружения в зависимости от предполагаемой роли. Этот список включает 20-мм автоматические пушки M621, 70-мм НАР или 68-мм НАР, ЗУР Mistral, ПКР AS.15 TT, ПТРК HOT, торпеды Mk. 46 и Whitehead A244-S. Системы вооружения интегрированы с электронным прицельным комплексом Crouzet HDH-2A и автопилотом, который обеспечивает помощь в управлении полётом во время применения оружия, чтобы избежать происшествий.
Вертолёт также имеет сниженную радиолокационную заметность за счёт использования композитных материалов и фенестрона вместо обычного рулевого винта. Внешние поверхности созданы с радиопоглощающим покрытием, а на соплах двигателей устанавливаются устройства разбавления выхлопных газов, чтобы уменьшить ИК-заметность Panther. Устойчивость к повреждениям повышается за счёт использования самоуплотняющихся топливных баков и бронированных сидений экипажа.

## История эксплуатации
Морская авиация Франции получила 15 «Пантер» в период с 1993 по 1998 год.
В мае 2009 года Aeronavale объявила о крупной программе модернизации своего парка Panther, направленной на модернизацию кабины и улучшение оборонительного / наступательного оборудования. Дополнения и изменения включают новую стеклянную кабину, совместимую с очками ночного видения (ПНВ), электрооптические датчики, новую радиостанцию с защитой от помех, канал передачи данных Link 11 и комплекс защиты как тот, что используется на Eurocopter Tiger. 31 мая 2011 года первый из 16 Panther Standart II был поставлен ВМС Франции.
В 1988 году Авиационное командование Сухопутных войск Бразилии получило свой первый вертолёт Panther производства Helibras. В январе 2010 года Helibras получила контракт на модернизацию 34 единиц AS365K Panther до стандарта AS365K2. Изменения включают более мощные двигатели Turbomeca Arriel 2C2CG, стеклянную кабину с новой авионикой и радиосистемами, четырёхосный автопилот, новый метеорологический радар, совместимость с ПНВ, меры по снижению нагрузки на пилота и продление срока службы планера ещё на 25 лет. В марте 2014 года первые два Panther K2 были поставлены бразильской армии. В сентябре 2014 года Panther K2 прошёл, после проверки готовности к эксплуатации, вертолёт, как сообщается, показал рейтинг готовности 98 % в течение всего испытательного периода, что открыло путь для продолжения полной программы модернизации.
После положительного опыта эксплуатации пары Aerospatiale SA366G Dauphine ВВС Израиля решили закупить пять вертолётов AS565MA, получивших местное обозначение Atalef (עטלף, ивр. летучая мышь). При необходимости они могут быть развёрнуты на борту корветов типа «Саар-5» ВМС Израиля, эти машины оснащены датчиками дальнего обнаружения и идентификации целей в Средиземном море и каналом обмена данными с корветами. Сообщается, что эти возможности помогли предотвратить несколько террористических атак. AS565MA может работать практически при всех погодных условиях.
В 2014 году ВМС Индонезии решили закупить 11 «Пантер». Задумывалось, что Airbus Helicopters произведёт машинокомплект и доставит его на предприятие PTDI в Бандунге для конечной сборки. Однако на азиатском рынке продажи Panther европейского производства невысокие, в основном из-за конкуренции со стороны построенного в Китае Harbin Z-9, который сам по себе является лицензионной производной от Dauphin.

### Боевое применение
— В ответ на рост пиратства в Аденском заливе с 2008 года «Пантеры» регулярно направлялись на французские фрегаты, которые участвовали в развёртывании в поддержку операции EU NAVFOR (общеевропейской операции по борьбе с пиратством). Там Panther обычно использовался для морского патрулирования, разведки, перевозки войск, а также транспортировки ударных групп и поиска задержанных.
 — Во время войны в Персидском заливе вертолёты Panther ВМС Саудовской Аравии атаковали пять иракских патрульных катеров, всего было выпущено 15 ПКР AS.15 TT.

### Лётные происшествия
— 9 июня 2017 года в Чёрном море во время подготовки к учениям НАТО Black Sea 2017 разбился AS565 MB ВМС Болгарии. Взлетев с фрегата «Дръзки», вертолёт упал с высоты 25 метров. Помимо пилота, на вертолёте находились трое солдат, в том числе наблюдатель НАТО. Экипаж был быстро спасён, но пилот скончался от полученных травм.
 — В январе 2022 года у побережья Средиземного моря разбился AS565 MA Atalef израильских ВВС, в результате чего погибли два пилота. Третий член экипажа, морской разведчик, получил ранения средней степени тяжести. По словам представителя израильских ВВС, причиной крушения стал отказ двигателя.

## Модификации
SA 365M Panther
Прототип, совершивший первый полёт 29 февраля 1984.
SA 365 K
Первая версия Panther, созданная на основе AS365 N2. Поставлялась с различным вооружением, включающим, гондолы с 20-мм автопушкой Giat M621, 70-мм НАР Forges de Zeebrugge в блоках по 19 и 68-мм НАР Thales Brandt в блоках по 22.
AS565 UA
Многоцелевой вариант для разведки, транспортировки и поисково-спасательных работ. Поставляется с двигателями Arriel 1M1 и Arriel2C.
AS565 UB
Армейский многоцелевой вариант AS365 N3. В этой версии установлены 2 Turbomeca Arriel 2C с электронно-цифровой системой управления двигателем.
AS565 AA
Вооружённый боевой вариант, который может быть оснащён 20-мм автопушками в гондолах, НАР или ЗУР Mistral. Поставляется с Arriel 1M1 и Arriel 2C.
AS565 AB
Боевой вариант AS365 N3.
AS565 MA
Многоцелевая морская модификация для патрулирования, поисково-спасательных работ и разведки. Поставляется с Arriel 1M1 и Arriel 2C.
AS565 MB
Морской вариант AS365 N3. На нём могут быть установлена 20-мм автопушка, ПКР AS.15 TT, торпеды Mk. 46 и Whitehead A244-S.
AS565 SA
Морской многоцелевой вариант, оборудованный сонаром. Поставляется с Arriel 1M1 и Arriel 2C.
AS565 SB
Противолодочная модификация AS365 N3.
AS565 CA
Боевая версия с прицельными приспособлениями для ПТРК HOT. Поставляется с Arriel 1M1 и Arriel 2C.
AS565 N3
Морская патрульная модификация AS365 N3 для Береговой охраны Греции.
AS565 SC
Поисково-спасательный вариант для ВС Саудовской Аравии.
AS565 MBe
Разработанная для ВМС Мексики модификация AS565 MB со складывающимся винтом и рулями, двигателями Arriel 2N и более новой авионикой.
HM-1 Pantera
Модификация AS565 AA, производимая Helibras для ВС Бразилии.
Panther 800
Опытная версия с двигателями LHTEC T800, предлагавшаяся ВВС США для замены UH-1.
Harbin Z-9С
Лицензионная копия, производимая Harbin Aircraft Industry Group. Может быть установлен китайский радар KLC-1

## Эксплуатанты

#### AS565 Panther
- ВМС Франции ― 16 AS-565SA Panther по состоянию на 2024 год[34].
- ВС Бразилии
- ЦАХАЛ
- ВМС Индонезии
- ВМС Болгарии ― 2 AS-565MB Panther по состоянию на 2024 год[35].
- ВМС Мексики
- КВМС Марокко
- ВМС Саудовской Аравии
- ВВС Туркменистана
- ВВС ОАЭ
- Морская полиция Республики Корея
- Портовая служба Греции

#### Harbin Z-9C
- ВМС КНР
- ВМС Пакистана
- ВМС Бангладеш[36]

## Тактико-технические характеристики для AS365 MB
Технические характеристики
- Экипаж: 2 пилота
- Пассажировместимость: до 10 пехотинцев
- Длина: 13,68 м
- Высота: 3,97 м
- Масса пустого: 2,380 кг
- Максимальная взлётная масса: 4,300 кг
- Силовая установка: 2 × Turboméca Arriel 2C, каждый на 852 л. с.
- Диаметр несущего винта: 11,94 м

Лётные характеристики
- Максимальная скорость: 306 км\ч
- Практическая дальность: 827 км
- Продолжительность полёта: 4,1 часа
- Практический потолок: 5,865 м
- Скороподъёмность: 8,9 м\с

Вооружение
- 20-мм автоматические пушки M621 в гондолах или установленные в кабине.
- 70-мм НАР Forges de Zeebrugge в блоках по 19 или 68-мм НАР Thales Brandt в блоках по 22.
- До 8 ЗУР Mistral.
- ПКР AS.15 TT.
- ПТРК HOT.
- Торпеды Mk. 46 и WASS A244-S.

### Список литературы
- McGowen, Stanley S. «Helicopters: An Illustrated History of Their Impact.» ABC-CLIO, 2005. ISBN 1-85109-468-7.
- Northham, Hugh. «Panther prowl.» Flight International, 8 August 1987. pp. 30–32.
- Taylor, Michael J. H. Brassey's World Aircraft & Systems Directory. — London, England : Brassey's, 1996. — ISBN 1-85753-198-1.